# Grand Prix Formule 1 van Frankrijk 1956
De Grand Prix Formule 1 van Frankrijk 1956 werd gehouden op 1 juli op het circuit van Reims-Gueux in Reims. Het was de vijfde race van het seizoen.

## Uitslag
| Pos. | Nr. | Coureur                      | Constructeur | Rondes | Tijd / Oorzaak uitval | Grid | Punten |
| ---- | --- | ---------------------------- | ------------ | ------ | --------------------- | ---- | ------ |
| 1    | 14  | Peter Collins                | Ferrari      | 61     | 2:34:23.4             | 3    | 8      |
| 2    | 12  | Eugenio Castellotti          | Ferrari      | 61     | +0.3                  | 2    | 6      |
| 3    | 4   | Jean Behra                   | Maserati     | 61     | +1:29.9               | 7    | 4      |
| 4    | 10  | Juan Manuel Fangio           | Ferrari      | 61     | +1:35.1               | 1    | 4S     |
| 5    | 6   | Cesare Perdisa Stirling Moss | Maserati     | 59     | +2 Rondes             | 13   | 1      |
| 6    | 36  | Louis Rosier                 | Maserati     | 58     | +3 Rondes             | 12   |        |
| 7    | 40  | Paco Godia                   | Maserati     | 57     | +4 Rondes             | 17   |        |
| 8    | 32  | Hernando da Silva Ramos      | Gordini      | 57     | +4 Rondes             | 14   |        |
| 9    | 30  | Robert Manzon                | Gordini      | 56     | +5 Rondes             | 15   |        |
| 10   | 24  | Mike Hawthorn Harry Schell   | Vanwall      | 56     | +5 Rondes             | 6    |        |
| 11   | 34  | André Pilette                | Gordini      | 55     | +6 Rondes             | 19   |        |
| NF   | 42  | André Simon                  | Maserati     | 41     | Motor                 | 20   |        |
| NF   | 8   | Piero Taruffi                | Maserati     | 40     | Motor                 | 16   |        |
| NF   | 44  | Olivier Gendebien            | Ferrari      | 38     | Koppeling             | 11   |        |
| NF   | 38  | Luigi Villoresi              | Maserati     | 23     | Remmen                | 10   |        |
| NF   | 16  | Alfonso de Portago           | Ferrari      | 20     | Versnellingsbak       | 9    |        |
| NF   | 28  | Maurice Trintignant          | Bugatti      | 18     | Gaspedaal             | 18   |        |
| NF   | 2   | Stirling Moss                | Maserati     | 12     | Versnellingsbak       | 8    |        |
| NF   | 22  | Harry Schell                 | Vanwall      | 5      | Motor                 | 4    |        |
| NS   | 26  | Colin Chapman                | Vanwall      |        | Ongeluk               | 5    |        |

## Statistieken
| Pole-position | Juan Manuel Fangio | Ferrari | 2:23.3 |
| Snelste ronde | Juan Manuel Fangio | Ferrari | 2:25.8 |

## Noot
- Dit was het debuut voor de Spaanse coureur Alfonso de Portago en de Britse coureur en teameigenaar en -oprichter van Team Lotus: Colin Chapman.
- Eerste rondes als raceleider voor Eugenio Castellotti.
- Dit was de vijfde podiumplaats voor Jean Behra.
- Dit was de 25ste pole position en 25ste snelste ronde voor een Argentijnse coureur.

1906 · 1907 · 1908 · 1912 · 1913 · 1914 · 1921 · 1922 · 1923 · 1924 · 1925 · 1926 · 1927 · 1928 · 1929 · 1930 · 1931 · 1932 · 1933 · 1934 · 1935 · 1936 · 1937 · 1938 · 1939 · 1947 · 1948 · 1949 · 1950 · 1951 · 1952 · 1953 · 1954 · 1956 · 1957 · 1958 · 1959 · 1960 · 1961 · 1962 · 1963 · 1964 · 1965 · 1966 · 1967 · 1968 · 1969 · 1970 · 1971 · 1972 · 1973 · 1974 · 1975 · 1976 · 1977 · 1978 · 1979 · 1980 · 1981 · 1982 · 1983 · 1984 · 1985 · 1986 · 1987 · 1988 · 1989 · 1990 · 1991 · 1992 · 1993 · 1994 · 1995 · 1996 · 1997 · 1998 · 1999 · 2000 · 2001 · 2002 · 2003 · 2004 · 2005 · 2006 · 2007 · 2008 · 2018 · 2019 · 2021 · 2022